# 刘其旋
劉其旋（？—1753年），山東青州府安邱縣人，清朝政治人物。

## 生平
乾隆六年（1741年）辛酉科山東鄉試第一名舉人（解元），七年（1742年）壬戌科進士。十六年（1751年）任江南嘉定縣知縣，十七年（1752年）任江南鄉試同考官，同年十二月卒，十八年（1753年）三月歸葬，府志列文苑傳。